# Froyelles
Froyelles és un municipi francès situat al departament del Somme i a la regió dels Alts de França. L'any 2007 tenia 96 habitants.

## Demografia

### Població
El 2007 la població de fet de Froyelles era de 96 persones. Hi havia 31 famílies de les quals 15 eren parelles sense fills, 12 parelles amb fills i 4 famílies monoparentals amb fills.
La població ha evolucionat segons el següent gràfic:
Habitants censats

### Habitatges

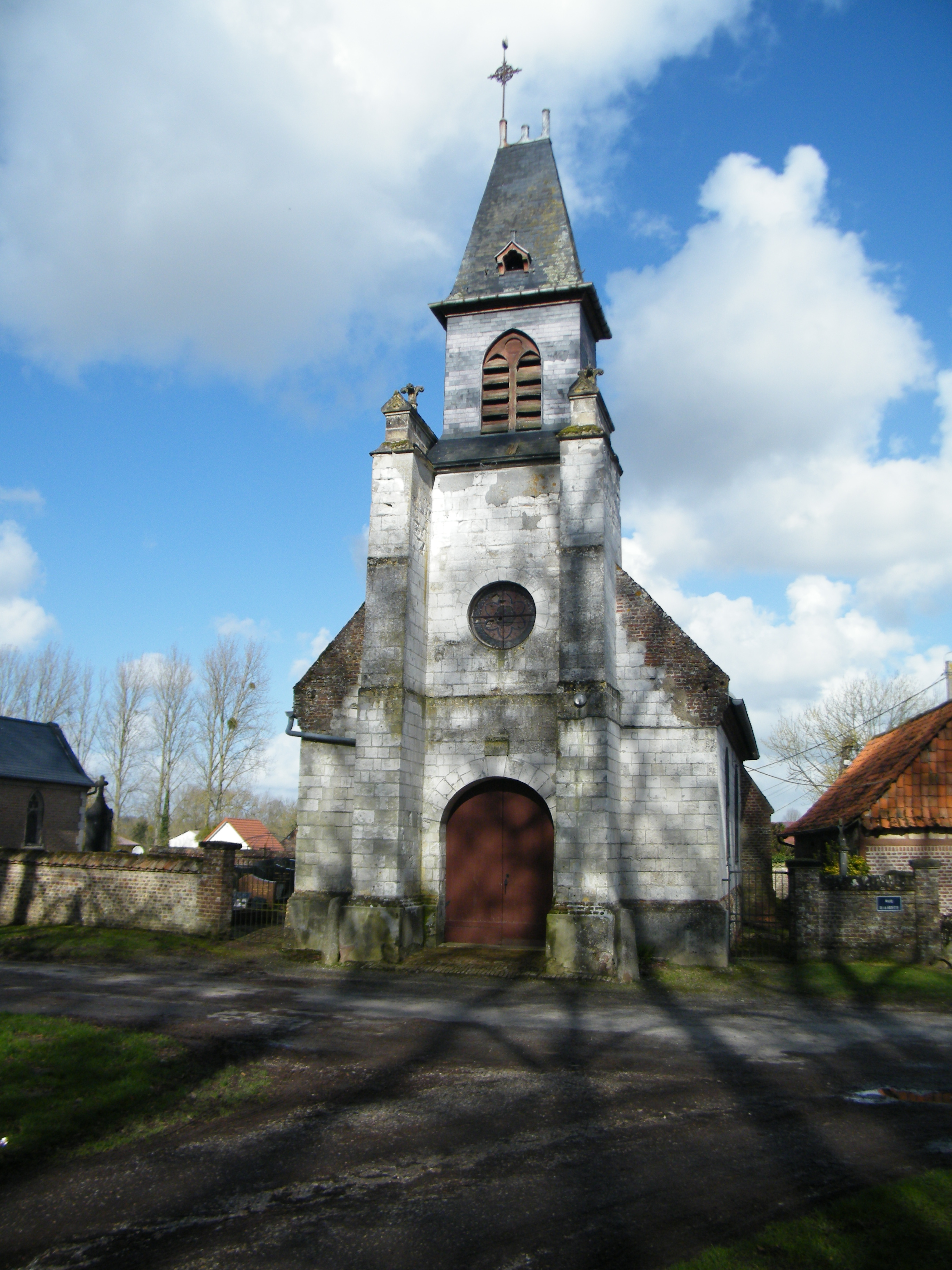
església

El 2007 hi havia 39 habitatges, 31 eren l'habitatge principal de la família, 6 eren segones residències i 2 estaven desocupats. Tots els 38 habitatges eren cases. Dels 31 habitatges principals, 25 estaven ocupats pels seus propietaris i 6 estaven llogats i ocupats pels llogaters; 3 tenien tres cambres, 6 en tenien quatre i 22 en tenien cinc o més. 27 habitatges disposaven pel capbaix d'una plaça de pàrquing. A 9 habitatges hi havia un automòbil i a 20 n'hi havia dos o més.

### Piràmide de població

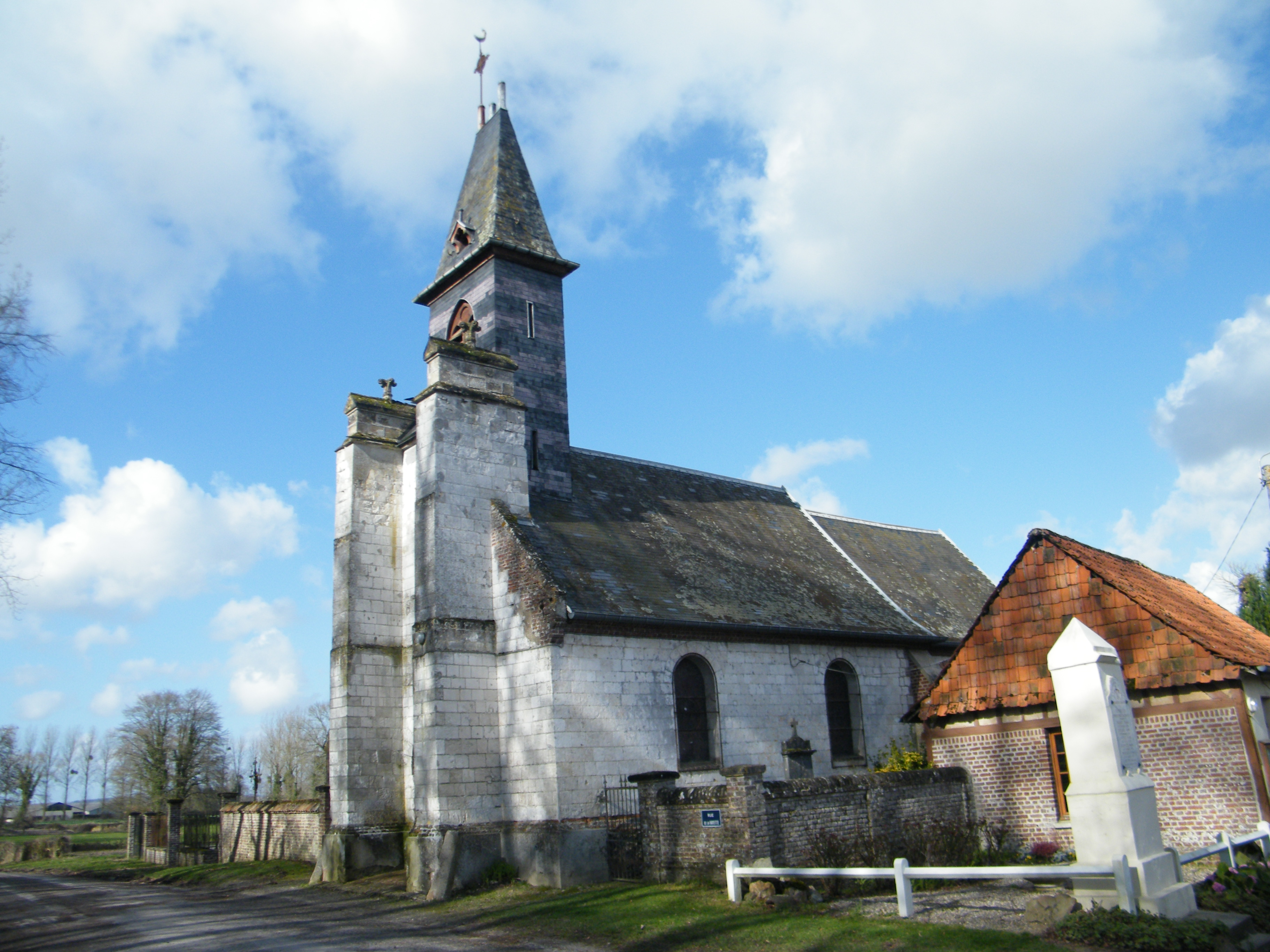

La piràmide de població per edats i sexe el 2009 era:
| Homes | Edats   | Dones |
| ----- | ------- | ----- |
| 0     | 95 o +  | 0     |
| 0     | 90 a 94 | 0     |
| 0     | 85 a 89 | 0     |
| 0     | 80 a 84 | 0     |
| 0     | 75 a 79 | 0     |
| 8     | 70 a 74 | 4     |
| 4     | 65 a 69 | 4     |
| 0     | 60 a 64 | 4     |
| 0     | 55 a 59 | 0     |
| 0     | 50 a 54 | 0     |
| 8     | 45 a 49 | 0     |
| 4     | 40 a 44 | 8     |
| 4     | 35 a 39 | 0     |
| 0     | 30 a 34 | 4     |
| 0     | 25 a 29 | 0     |
| 0     | 20 a 24 | 0     |
| 4     | 15 a 19 | 4     |
| 4     | 10 a 14 | 0     |
| 4     | 5 a 9   | 0     |
| 0     | 0 a 4   | 4     |

## Economia

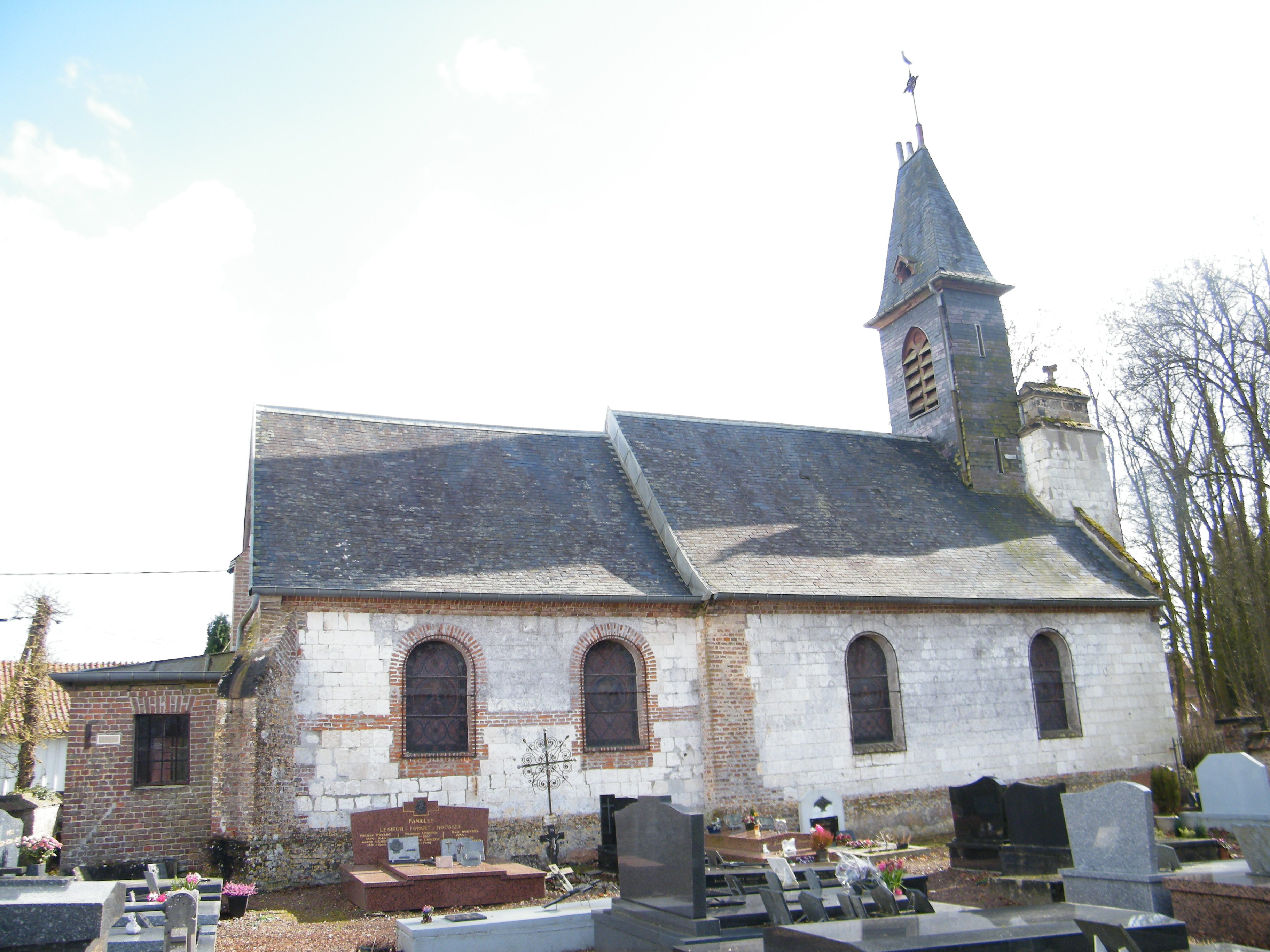

El 2007 la població en edat de treballar era de 53 persones, 37 eren actives i 16 eren inactives. De les 37 persones actives 32 estaven ocupades (19 homes i 13 dones) i 6 estaven aturades (2 homes i 4 dones). De les 16 persones inactives 5 estaven jubilades, 4 estaven estudiant i 7 estaven classificades com a «altres inactius».
Activitats econòmiques

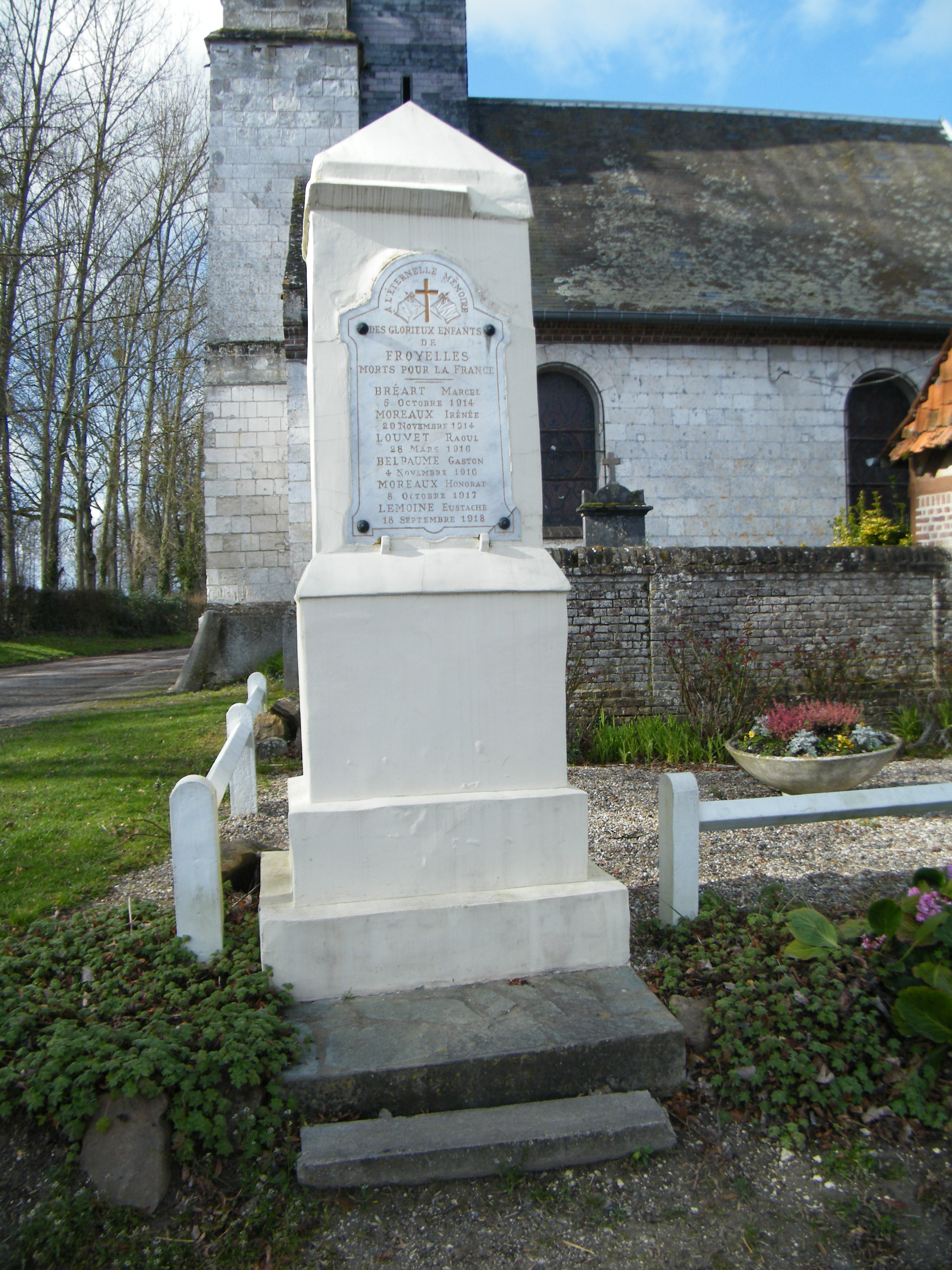

Dels 2 establiments que hi havia el 2007, 1 era d'una entitat de l'administració pública i 1 d'una empresa classificada com a «altres activitats de serveis».
L'únic servei als particulars que hi havia el 2009 era una perruqueria.
L'any 2000 a Froyelles hi havia 7 explotacions agrícoles que ocupaven un total de 668 hectàrees.

## Poblacions més properes

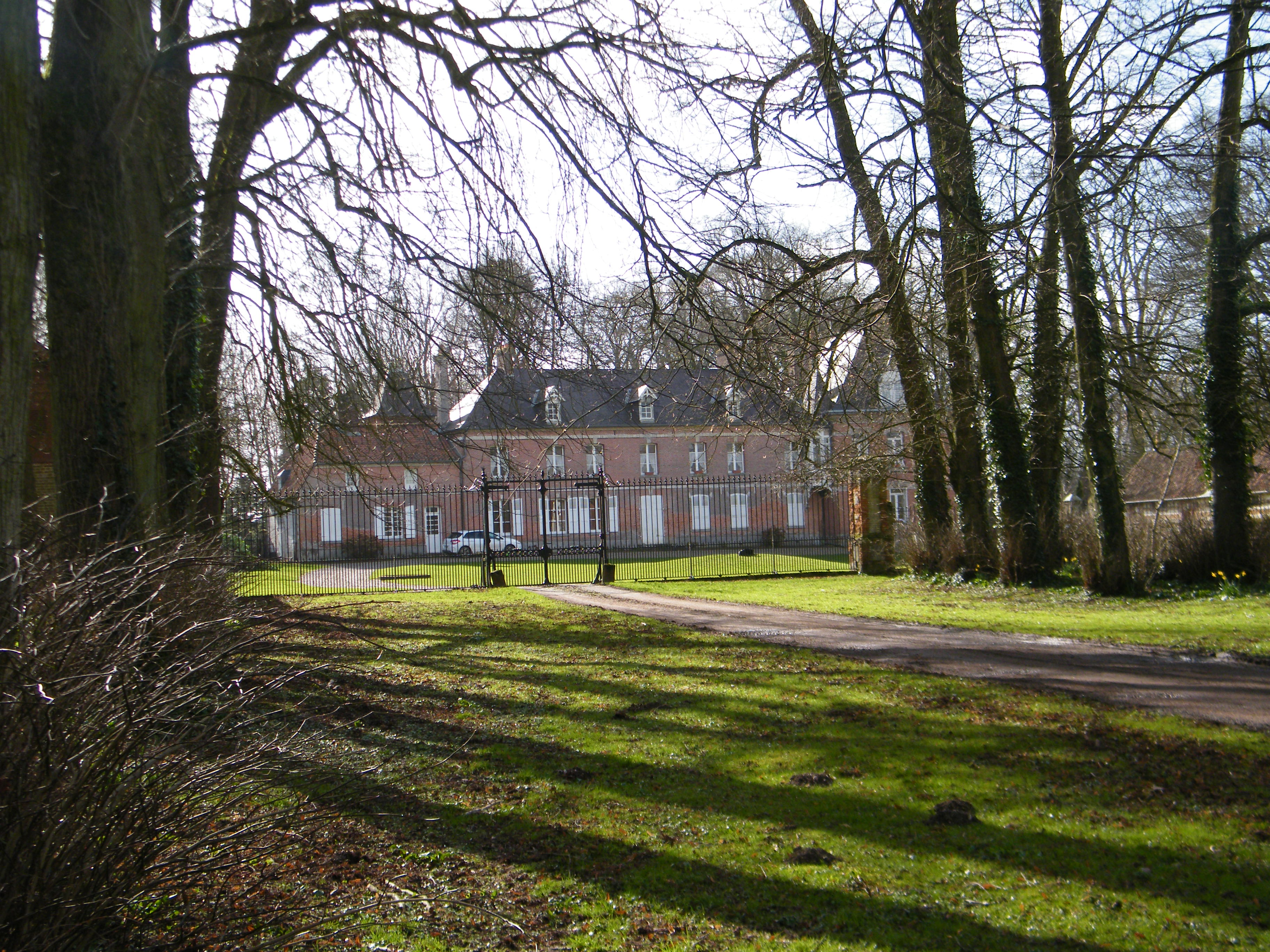

El següent diagrama mostra les poblacions més properes.